# Pelourinho de Avô
O Pelourinho de Avô é um pelourinho situado na freguesia de Avô, no município de Oliveira do Hospital, distrito de Coimbra, em Portugal.
Está classificado como Imóvel de Interesse Público desde 1933.
Trata-se de um monumento da época manuelina, talvez contemporâneo da reforma do foral (1514). Ergue-se sobre uma base de três degraus, apresentando um fuste torso, anelado a dois terços de altura. O conjunto termina num corpo pontiagudo acogulhado.